# Rumour Has It (песня Донны Саммер)
«Rumour Has It» (с англ. — «Ходят слухи») — песня американской певицы Донны Саммер, записанная для её шестого студийного альбома Once Upon a Time (1977). Она стала четвертым и заключительным синглом с альбома, получив достаточно сдержанный приём, войдя в топ-40 чартов в Великобритании, Нидерландах и Германии.
Once Upon a Time — концептуальный альбом, который рассказывает «сказочную» историю приключений девушки, которая поднимается на верх из самого дна. Эта песня встречается ближе к концу альбома, когда главная героиня слышит, что кто-то «ищет девушку, похожую на неё», и надеется, что мужчина, о котором идет речь, тот самый, о ком она грезила последнее время. Один из куплетов в оригинальной версии был вырезан в сингловой версии.

## Варианты издания
Германия — 7" (Casablanca/Bellaphon BF 18580)
1. «Rumour Has It» — 3:50
2. «Once Upon a Time» — 3:58

Великобритания — 7" (Casablanca CAN 122)
1. «Rumour Has It»
2. «Once Upon a Time»

Италия — 7" (Casablanca CA 509)
1. «Rumour Has It»
2. «A Man Like You»

Нидерланды — 7" (Philips 6075 035)
1. «Rumour Has It» — 4:25
2. «Say Something Nice» — 4:44

США — 12" (Casablanca NBD 20112 DJ)
1. «Rumour Has It» — 3:50
2. «I Love You» — 3:17

США — 7" (Casablanca NB 916)
1. «Rumour Has It» — 3:50
2. «Once Upon a Time» — 3:58

США — 7" (Casablanca NB 916 DJ)
1. «Rumour Has It» (Stereo) — 3:50
2. «Rumour Has It» (Mono) — 3:50

## Позиции в хит-парадах
| Хит-парад (1978)                                                      | Высшая позиция |
| --------------------------------------------------------------------- | -------------- |
| Великобритания (OCC UK Singles)                                       | 19             |
| Канада (RPM Top Singles)                                              | 64             |
| Германия (GfK)                                                        | 21             |
| Нидерланды (Dutch Top 40)                                             | 22             |
| Нидерланды (Single Top 100)                                           | 20             |
| США (Billboard Dance Club Songs) · Как часть альбома Once Upon a Time | 1              |
| США (Billboard Hot 100)                                               | 53             |
| США (Billboard Hot R&B/Hip-Hop Songs)                                 | 21             |
| США (Cash Box Top 100)                                                | 72             |